# Peter Lely
Sir Peter Lely (født 14. september 1618 i Soest, død 1680 i London) var en hollandsk maler. Hans egentlige navn var Pieter van der Faes efter faren, en hollandsk kaptajn, der havde fået tilnavnet Lely. I Haarlem studerede Lely under Pieter de Grebber, og da Anthony van Dyck var død, tog han med prins Vilhelm 2. af Oranien til England og blev her Karl 1. af Englands hofmaler. Sin ansete position beholdt han også under Oliver Cromwell, hvis portræt han malede (efter Cromwells udtrykkelige forlangende uden forskønnen, men med "filipenser og vorter"), og atter under Karl 2. af England blev han hofmaler, tillige baronet. Lely har til tider dyrket historiemaleriet (Susanna, Paris’ Dom, Meleager; i Windsor ses Magdalena, og Sovende Venus), men vandt sit ry som portrætmaler. Som sådan indtog han en ganske dominerende stilling i England — hvilket også gav sig udslag i den store formue, han samlede sig, og som han benyttede til at erhverve en mængde kunstværker — indtil han fordunkledes af Godfrey Kneller — han efterlignede van Dyck, rådede over en kraftig kolorit og en gratie, der særlig kom hans kvindeportrætter med de fint formede hænder til gode, men dog ofte giver indtrykket af udvortes manér; i det hele har adskillige af hans arbejder vel meget hastværks- og rutinepræg. For Karl II malede han de såkaldte 11 "Skønheder" (i Hamptoncourt), damer ved kongens hof. Mange værker af Lely, især i England; portrætter af ham i museum i Braunschweig, Firenze, Petrograd, Stockholm, Paris med mere. I Statens Museum for Kunst i København findes Portræt af en dame og Herreportræt af Lely.

## Galleri
- Samuel Morland
- Catherine af Braganza, dronning of England, 1665
- Portræt af Sir Henry Stone, ca. 1648
- Barbara Palmer (née Villiers), Duchess of Cleveland, ca. 1666
- Abraham Cowley, ca. 1665-66
- James Harrington ca. 1658
- To damer fra Lake-familien, 1650.
- A Pursuivant from the Garter Procession, 1660-1670
- Louise de La Vallière og hendes børn